# Carl Eielson

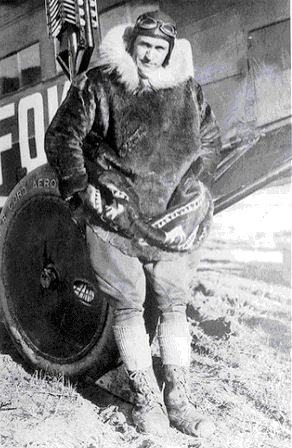
Carl Ben Eielson

Carl Benjamin "Ben" Eielson, född 1897 i Hatton i North Dakota, död 9 november 1929 i Sibirien, var en amerikansk uppvisningspilot. 
Eielson växte upp i Hatton med sina föräldrar som tidigare utvandrat från Norge. Redan som barn var han intresserad av flygning, och när USA kom med i första världskriget såg han sin chans att få flygutbildning. Han sökte sig till US Army Air Service 1917 där han lärde sig flyga. Han överfördes i januari 1918 till US Army signal corps för vidareutbildning i stridsflygning, men freden kom innan hans utbildning var klar. För att kunna fortsätta flyga när den amerikanska staten inte längre behövde stridspiloter bildade han och några andra elever Hatton Aero Club. Med en Curtiss Jenny genomförde man flyguppvisningar runt om i Mellanvästern.
1921 skrev han in sig vid Georgetown Law School i Washington för att studera juridik. För att finansiera studierna deltidsarbetade han som polis. Under ett bevakningsuppdrag vid Kapitolium träffade han Alaskas representant i senaten Daniel Sutherland som föreslog att han skulle arbeta som lärare i Alaska. Han hoppade av sina studier och anställdes som lärare i Fairbanks, Alaska. Trots studier och jobb fortsatte han i mån av tid med sin flygning. Han blev den första flygare som flög post i Alaska, när han i februari 1924 flög från Fairbanks till MacGrath. Flygningen tog fyra timmar, vilket var betydligt snabbare än 21 dagar med hundspann. 1926 flög han luftpost mellan Atlanta-Jacksonville.
Hans mest kända flygning genomfördes i april 1928, då han tillsammans med Hubert Wilkins blev de första som korsat den arktiska oceanen luftvägen. Man startade från Point Barrow i en Lockheed Vega 22 april 1928 för att landa på Spetsbergen Norge. Under flygningen tvingades man på grund av dåligt väder att nödlanda. Efter 5 dagar på isen lättade vädret och man återupptog flygningen. Det visade sig att man nödlandat mindre än 30 minuters flygning från slutmålet i Barentsburg. Han tilldelades Distinguished Flying Cross av President Hoover för sin banbrytande flygning samt Harmontrofén och Norsk Aero Klubs guldmedalj samma år.
För att täcka båda polerna planerade Wilkins en flygning över Antarktis. Med ekonomiskt stöd från William Randolph Hearst beställer han ett lågvingat Lockheed Explorer sjöflygplan, men han ändrar sig och väljer att använda samma typ av flygplan som vid den arktiska flygningen. Man utrustar en högvingad Vega med flottörer och extra bränsletankar. Med flygplanet flyger Eielson under december 1928 och våren 1929 runt i Antarktis för att dokumentera så mycket okänd terräng som möjligt. Under flygningarna uppkallar man ett berg till Lockheed Mountain efter flygplanet samt ett område till Hearst Land efter sponsorn.

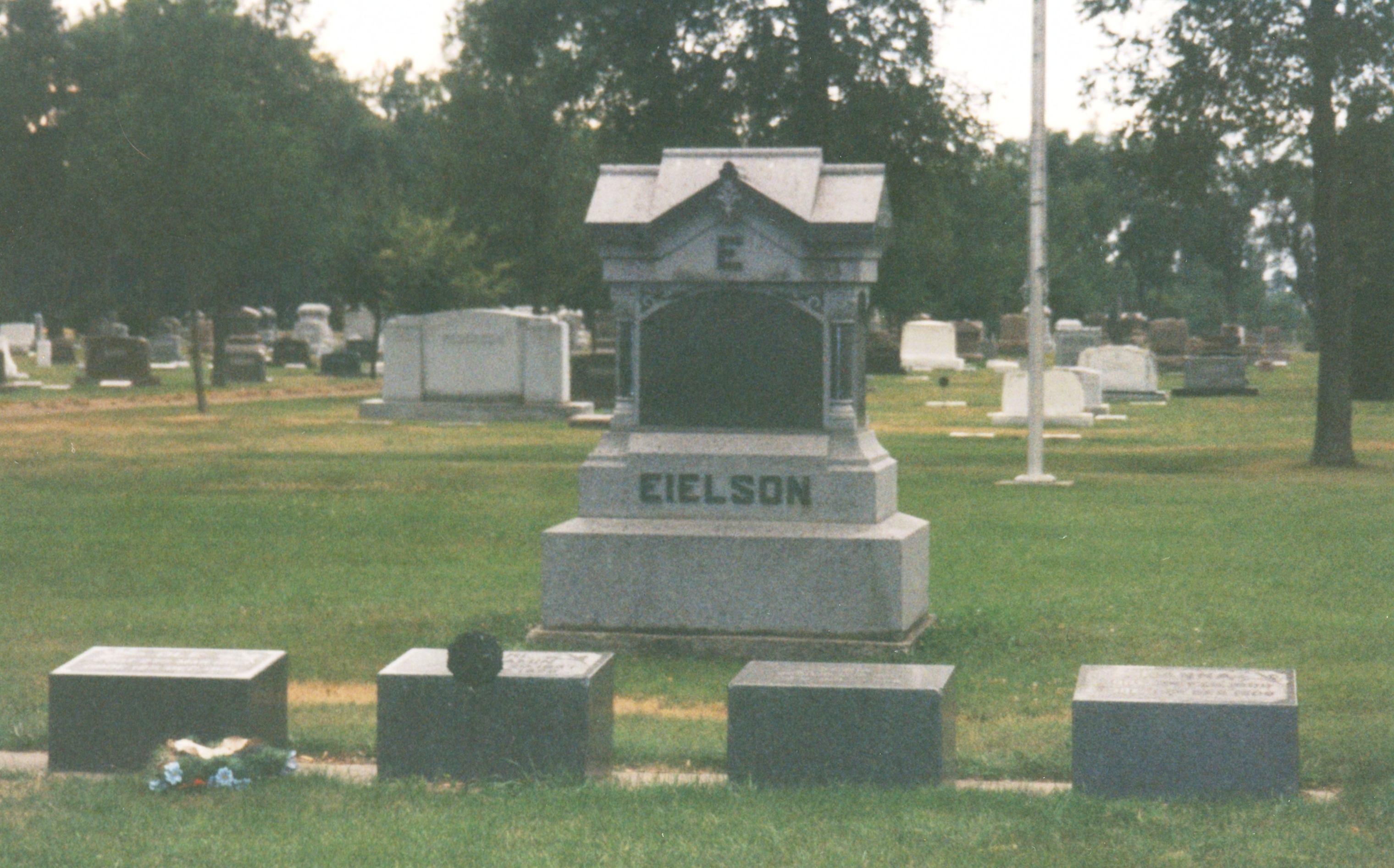
Eielesons grav i Hatton

Sedan han återkommit till USA tillfrågades han om sin medverkan att starta flygbolaget Alaskan Airways. Han och hans mekaniker Earl Borland omkom vid ett flyghaveri 9 november 1929 när man försökte undsätta 15 personer från lastfartyget Nanuk som låg fastfruset i Berings sund.